# 薩莫托伊夫卡
50°48′44″N 35°9′0″E / 50.81222°N 35.15000°E
薩莫托伊夫卡（烏克蘭語：Самотоївка）是位於烏克蘭東北部的村莊，由蘇梅州蘇梅區的克拉斯諾皮利亞市鎮負責管轄。該村距離克拉斯諾皮利亞3公里，始於1625年，海拔高度143米，2001年人口1,437。